# Psychotria luxurians
Psychotria luxurians är en måreväxtart som beskrevs av Henry Hurd Rusby. Psychotria luxurians ingår i släktet Psychotria och familjen måreväxter. Inga underarter finns listade i Catalogue of Life.